# خلية مركل
خَلية مِركِل (بالإنجليزية: Merkel cell)‏ أَو خَلية لَمسِية (بالإنجليزية: Tactile cell)‏ أَو خَلية مِركِل-رانفِييه (بالإنجليزية: Merkel-Ranvier cells)‏، هيَ خَلايا مُستَقبِلة بيضاوية ذات تَشابك عَصبي مَع الأعصاب الوارِدة الحِسية الجَسدية، وَتتواجد في جلد الفقاريات، وَترتبط ارتباطاً وَثيقاً بحاسة تمييز الاَشكال والقَوام بواسطة اللمس الخفيف، ومن المُمكن أن تتحول هذه الخَلية إلى وَرم خَبيث لِتكون سَرطان جِلدي يُعرف باسم سرطانة خَلية مِركِل.
تُظهر بعد التقارير أنَّ خَلية مِركِل مُشتقة من خَلايا العُرف العَصبي، وَلكن أظهرت التجارب الحديثة في الثَدييات أنَّ خلية مِركِل هي طلائية الأَصل.

## الأصل
حَصلت مُناقشات طَويلة لأكثر من 20 عاماً حولَ أصل خَلايا مِركل، وَقد دلت بعض التَجارب على جِلد الطيور بأنها تُشتق من خلايا العُرف العصبي، وَلكن التجارب في الثدييات أثبَتت أنَّ خلايا مِركِل هي طِلائية الأصل.

## الموقع
تَتواجد خَلايا مِركِل في جلد وَبعض أجزاء الغِشاء المُخاطي لِجميع الفقاريات، حيثُ تظهر في جلد الثَدييات بشكل واضح في الطَبقة القاعدية للبشرة (أَسفل حواف القناة العَرقية) وَيبلغ طُول قُطرها حوالي 10 ميكرومتر، كما تَظهر خلايا مِركل في انغلافات بَشرة سطح أخمص القَدم وَتُسمى بالشَبكة الحَرفية (Rete ridges). تَرتبط خلايا مِركِل بالنهايات العَصبية الحِسية وَتعرف هذه النِهايات بِنهايات مِركِل العَصبية، كما تَرتبط بالألياف الحسية العَصبية بطيئة التَكيف.

## الوظيفة
أَشار فريدريش سيغموند ميركل بأنَّ هذه الخَلايا تَعمل عن طَريق اللمس وَلكن أثار رَأيهُ الجَدل وخصوصاً في ظِل عدم قُدرته على إثبات هذه الأمر، وبالرغم من ذلك فقد أثبتت تجارب تعطيل الجين في الفئران بأنَّ خلايا مِركل مُهمة للتشفير العَصبي المُخصص حيثُ من خلالها تتعرف الأعصاب الواردة على التفاصيل المَكانية الدَقيقة، وقد أُشير أيضاً إلا أنَّ خلايا مِركل قد تَحمل وظيفة عَصبية صَماء.
ويُمكن إجمال وَظيفة خلايا مِركِل بأنَّ المحاور العَصبية المُجردة تمتد، وَتجتاز الصفيحة القاعدية للبَشرة وَفي نهايتها تُكَون اَقراص واسِعة النِهايات تُسمى اَقراص مِركِل وَهي قريبة بِالموقع لِخلايا مِركِل بالتالي تَعمل خَلايا مِركِل كَمستقبِلات حِسية لِلمسات الخَفيفة في البَشرة وَتنتقل بالتوالي مِنها للأقراص والمَحاور العَصبية وَهكذا.

## روابط خارجية
- ن.ف.م.ط A08.800.550.700.500.425